# Militant Liberty
Militant Liberty war ein durch den Evangelikalen John C. Broger für das Verteidigungsministerium der Vereinigten Staaten entwickeltes streng geheimes Programm, das zur religiösen Bekehrung im politischen Bereich gedacht war und eine „evangelical democracy“ sowohl international als auch innerhalb der USA fördern sollte. Das Programm wurde in den 1950ern besonders durch den US-Admiral Arthur W. Radford, damals Vorsitzender der Joint Chiefs of Staff, verfochten. In dem Film The Wings of Eagles (1957), mit John Wayne in der Hauptrolle und John Ford als Regisseur, fanden inhaltliche Elemente von Militant Liberty Eingang.
Das Programm wurde letztlich innerhalb der US-Streitkräfte wegen der religiösen Natur abgelehnt und auch Militärakademien lehnten eine Übernahme in ihre Lehrinhalte ab, besonders nachdem Verbindungen von Militant Liberty zu rechten politischen Extremisten bekannt wurden. Nach Recherchen des Journalisten Jeffrey Sharlet wurde das Programm von einem heute als The Family bekannten evangelikalen Netzwerk entwickelt und finanziert. Karl Leyasmeyer, ein „field representative“ des mit "The Family" zusammenhängenden International Christian Leadership produzierte auch den antikommunistischen Propagandafilm Militant Liberty im Rahmen des gleichnamigen Programms.